# Keleti pályaudvar
Keleti pályaudvar eller Östra station är Budapests största järnvägsstation. Stationen ligger i det åttonde distriktet Józsefváros vid Barossplatsen.
Byggnaden uppfördes i eklektisk stil mellan åren 1881 och 1884 och var på den tiden en av de modernaste järnvägsstationerna i Europa. Byggnaden ritades av den dåvarande chefsarkitekten för den ungerska järnvägen Gyula Rochlitz och János Feketeházy. Stationens längd är 193 meter och plattformslängden är 180 meter.
Keleti pályaudvar är även en tunnelbanestation för linje M2 i Budapests tunnelbana och även för linje M4, sedan 2014. Tunnelbanestationen ligger fjorton meter under marken.

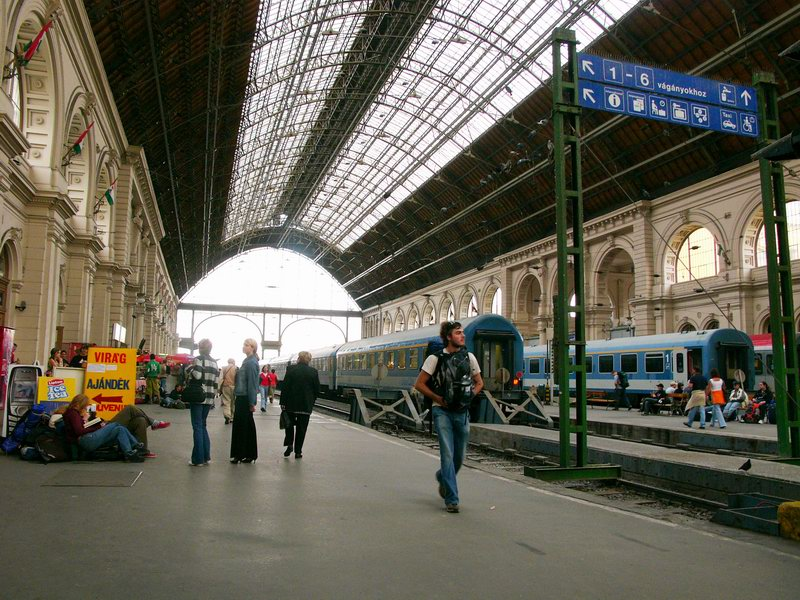
Järnvägsstationens perronger
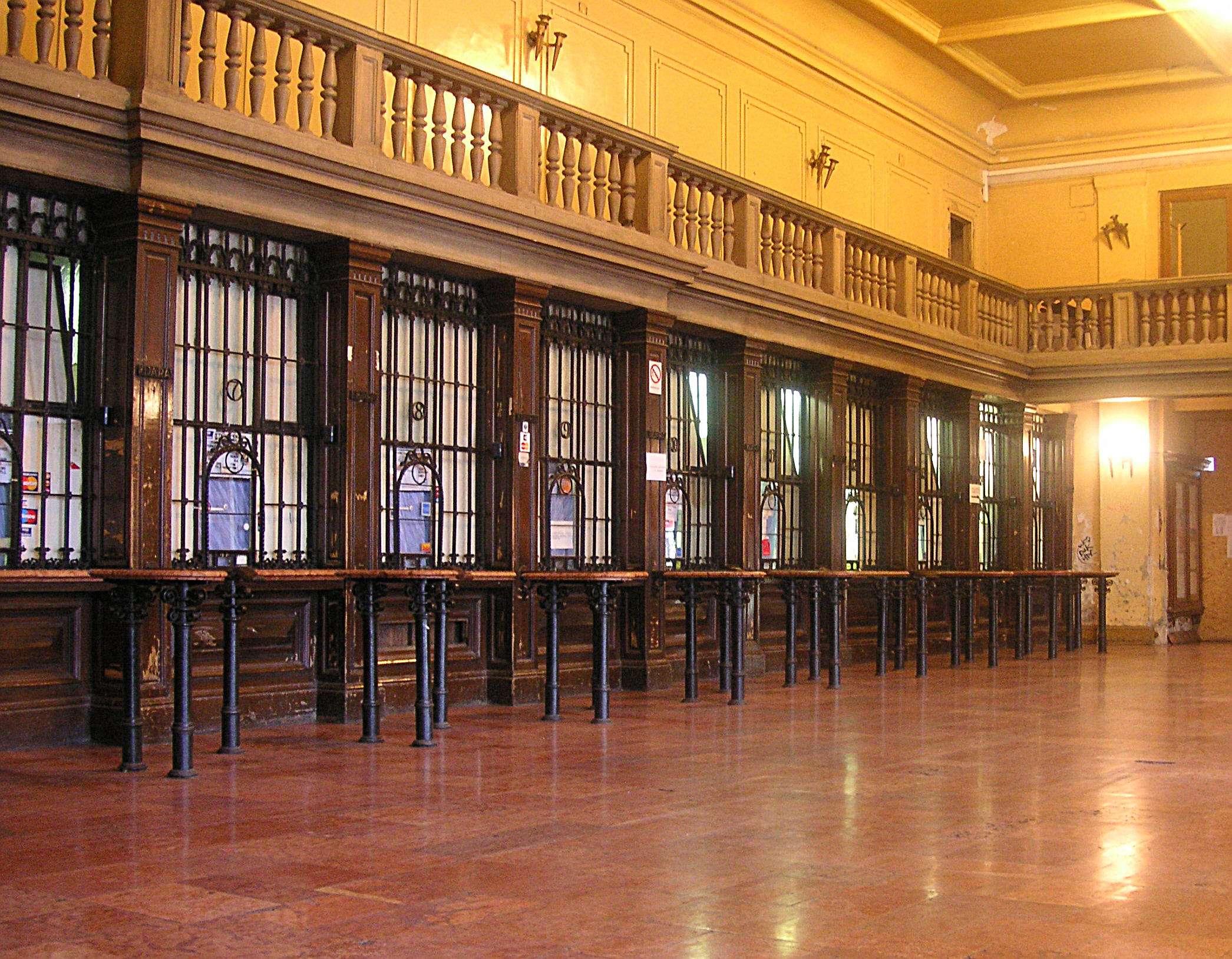
Gamla biljetthallen
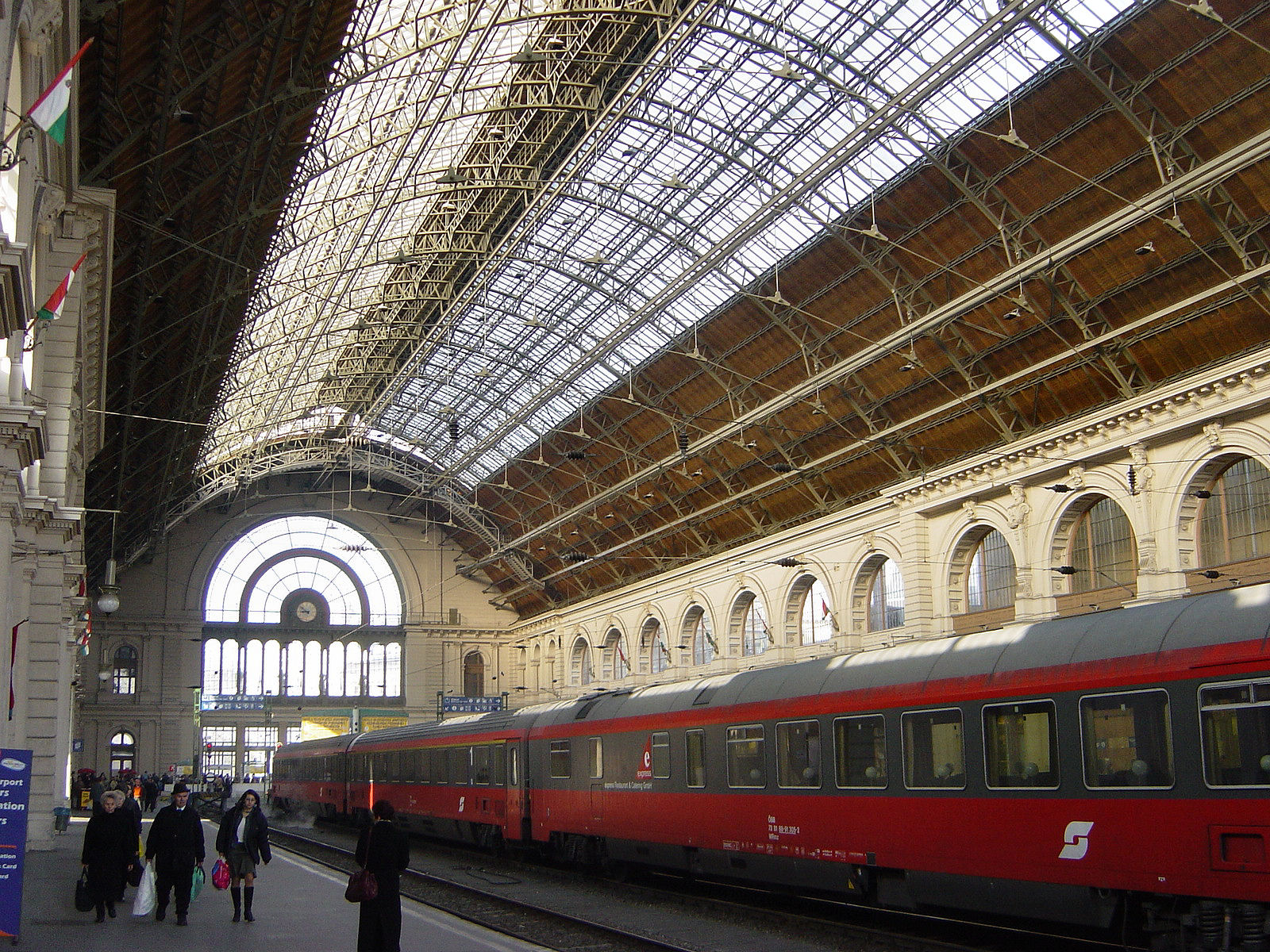
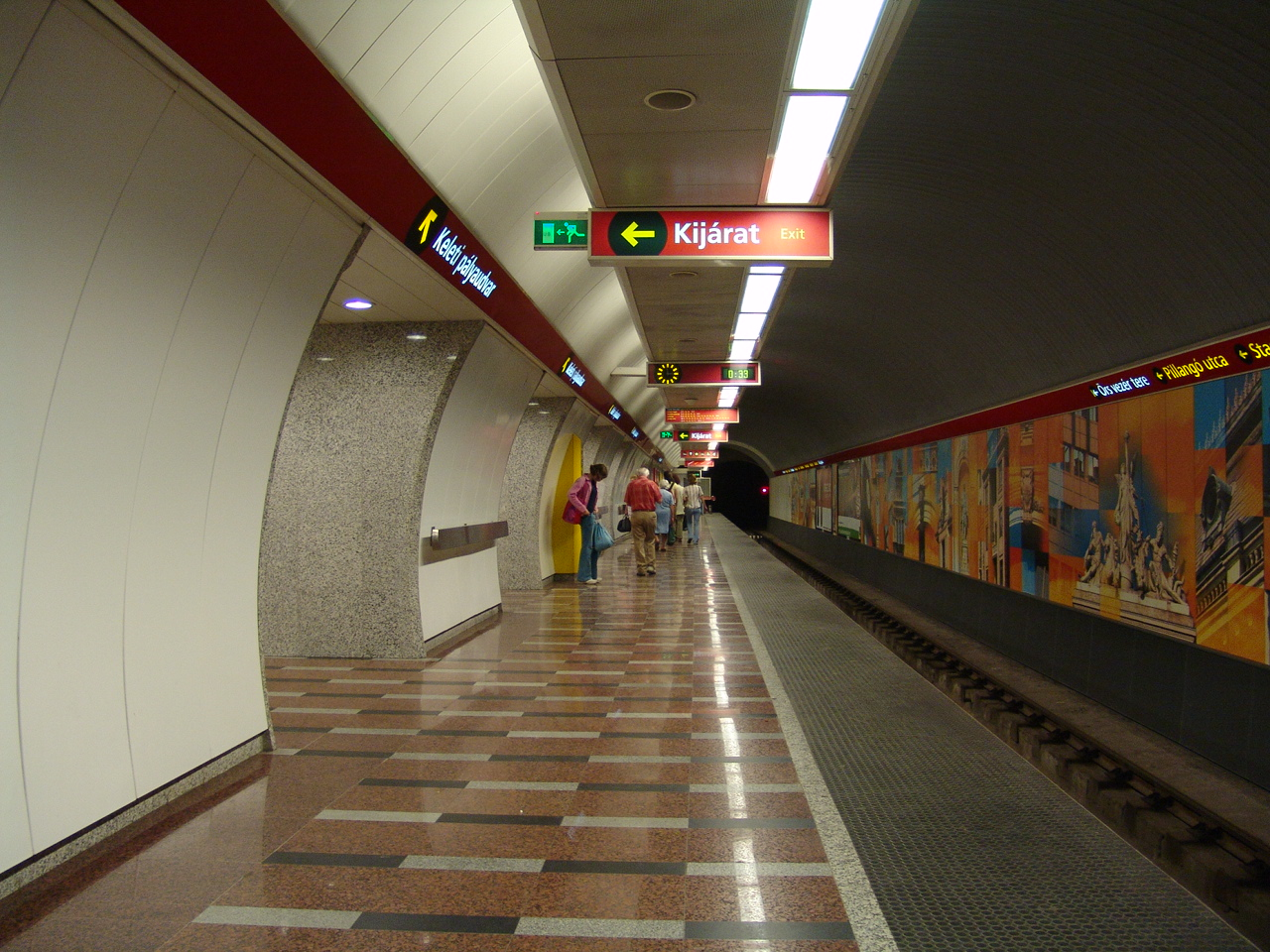
Tunnelbana linje M2

- Wikimedia Commons har media som rör Keleti pályaudvar.

1. ↑  hämtat från: franskspråkiga Wikipedia.[källa från Wikidata]